# 関宿町
関宿町（せきやどまち）は千葉県最北端の東葛地域、東葛飾郡に属していた町。現在は編入合併により野田市になっている。

## 概要

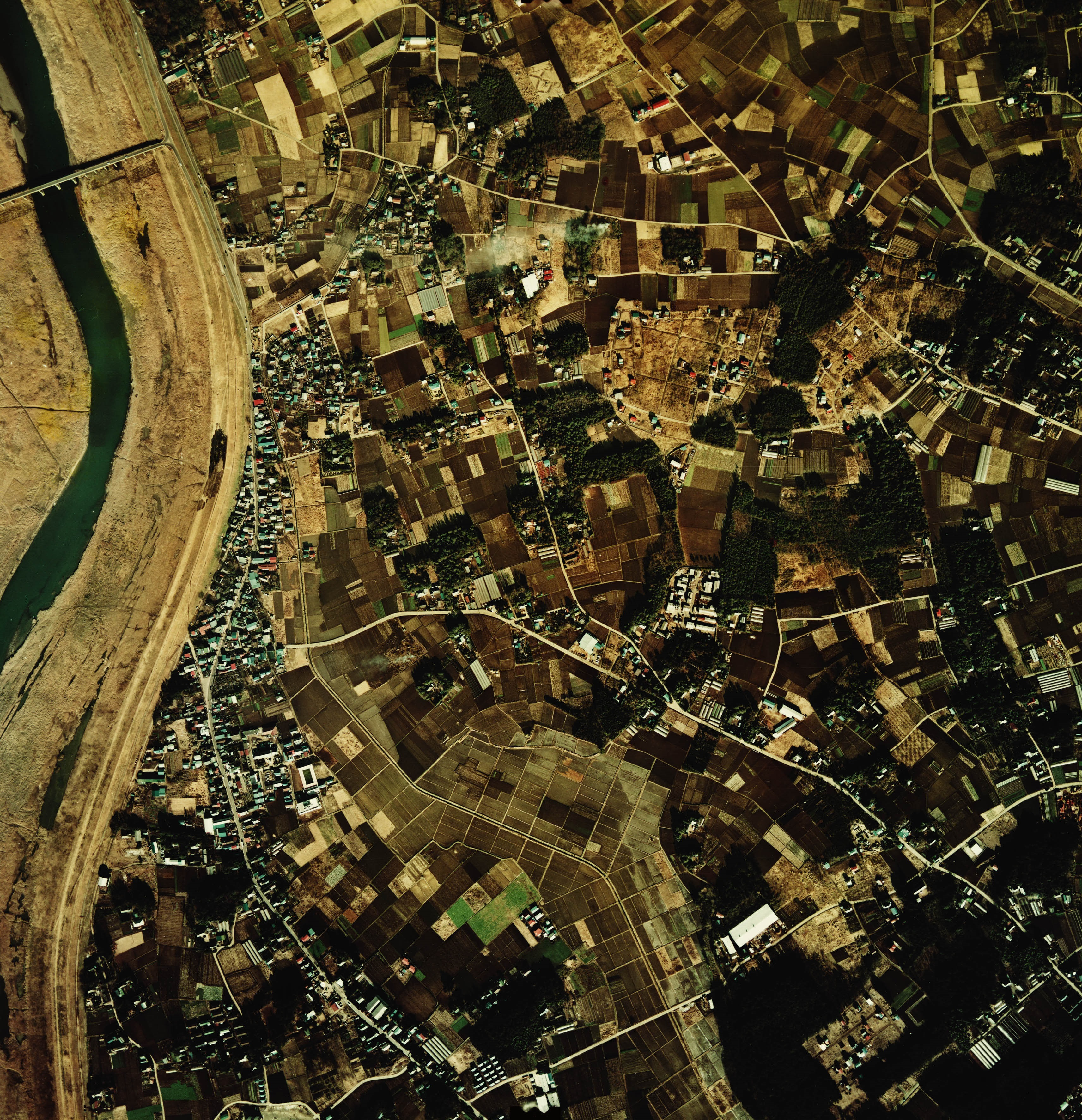
関宿町の中心部
1974年度撮影

関宿地区は関宿藩の城下町として栄えたが、1871年（明治4年）の廃藩と昭和以降の水運の衰退・消滅によって小都市としての独自性は失われた。関宿城の遺構は利根川や江戸川等の合分流点付近に位置し明治以降に行われた河川改修のために保存状態が極めて悪く、元の武家屋敷等もあまり残されていないために、いわゆる「城下町」としての景観はない。二川地区と木間ヶ瀬地区は農村地域であった。その位置から同じ千葉県内以上に利根川対岸の茨城県や江戸川対岸の埼玉県との結びつきが強く、水運の衰退以降も利根川に架橋された境大橋と江戸川に架橋された関宿橋を介して茨城県猿島郡境町とともに県境を越えた商業中心地となっていたが、交通体系や商業構造の変化によって衰退傾向にある。

### 町の由来
2003年（平成15年）に野田市に編入された関宿町は、1955年（昭和30年）7月20日に上流側（北）から順に旧・関宿町、二川村、木間ヶ瀬村の3町村が合併して成立したものである。合併後の新・関宿町の町役場は東宝珠花（ひがしほうしゅばな）の旧・二川村役場に置かれた。このためこれ以降、町役場の位置で市町村の位置を代表する地図において「関宿町」の位置と「本来の関宿町」（旧・関宿町）の位置が違うという状況が出現した。ただし、新・関宿町の代表地となった東宝珠花もまた江戸川水運の拠点として栄えた町である。したがって、1955年以降の関宿町は、旧城下町・河港町である関宿地区、同じく元の河港町である東宝珠花を中心とする二川地区、農村集落からなる木間ヶ瀬地区の3地区から成り立っていた。

## 地理
千葉県の西北部、県の最北端に位置する。東は利根川を境に茨城県と、西は江戸川を境に埼玉県と隣接する。2つの大きな河川にはさまれて千葉県が北へ細長く伸びる位置にあり、北端は利根川と江戸川の分流点になっている これは利根川水系の治水と水運を目的に江戸時代初期に行われた利根川東遷事業の結果であり、最終的には明治以降に行われた河川改修の結果、現在のような形状になった。元々関東平野の中心に近い関宿は軍事上の要衝であったが、利根川本流と江戸川の分岐点となった江戸時代以降は水運上の要地としても栄えた。しかし、交通の主役が水運から鉄道に移ると、交通拠点としての重要性は急速に低下した。地形は平坦であり、江戸川と利根川沿いは低地であり、そこに農地が集中している。平坦な地形ゆえに標高は低く、最高標高地点は15.6mである。

### 人口
1955年7月20日に旧・関宿町、二川村、木間ヶ瀬村の3町村が合併して成立した当時は13,795人であり、純農村地帯であった。その後、1970年代前半に東京のベッドタウンとして宅地開発・工場の進出が進み、都市近郊型農村になった。ピーク時は3万2000人を超えたが、その後は減少し、野田市との編入合併前には約3万1000人であった。

### 大字
野田市との編入合併後は大字を配し、現行の大字に野田市「関宿」を配するが、東宝珠花と木間ケ瀬の2大字のみ「関宿」を配せず、野田市の次に大字が来る。
- 関宿町
- 関宿町番外
- 関宿三軒家
- 関宿江戸町（関宿江戸町飛地）
- 関宿台町
- 関宿台町番外
- 関宿元町（関宿元町飛地）
- 関宿内町
- 平成
- 平井
- 東宝珠花
- 次木
- 親野井
- 古布内

- 桐ケ作
- 柏寺
- 新田戸
- 中戸
- 東高野
- 西高野
- はやま
- 中戸谷津
- 木間ヶ瀬
- 岡田
- 丸井
- 岡田新田
- 木間ヶ瀬新田

### 河川
- 利根川
- 江戸川
- 阿部沼落堀

- 木間ヶ瀬落堀
- 出州幹線水路
- 関宿落堀

### 池沼
- 大沼

## 歴史
室町時代時の1457年に関宿城の城下町になってから江戸時代まで商業・水運業・城下町・宿場町として多様な街として発展した。江戸時代には関宿藩の藩庁が置かれた。しかし、明治時代に鉄道が普及すると水運業が衰退し、その後は農村地帯として発展した。

### 旧・関宿町制
- 1877年（明治10年） - 武家町の広町・桜町・小姓町・久保町・鷹匠町・関宿城城域を合わせ関宿町となる。
- 1889年（明治22年）4月1日
  - 町村制施行により、関宿町、三軒家、関宿江戸町、関宿台町、関宿元町、関宿内町、関宿向河岸、関宿向下河岸が合併し東葛飾郡関宿町が成立する。
  - 桐ケ作村・古布内村・東高野村・西高野村・中戸村・新田戸村・柏寺村・親野井村・次木村・東宝珠花村・平井村が合併し東葛飾郡二川村が成立する。
  - 木間ケ瀬村・岡田村・丸井村が合併し東葛飾郡木間ケ瀬村が成立する。
- 1895年（明治28年） - 関宿町のうち権現堂川以北（江戸町の一部）を茨城県西葛飾郡五霞村（現猿島郡五霞町）に、江戸川以西（向河岸・向下河岸・江戸町の一部・内町の一部＝現在の幸手市大字西関宿）を埼玉県中葛飾郡豊岡村に編入。
- 1899年（明治32年） - 二川村・木間ケ瀬村のうち利根川左岸を茨城県に編入。

### 新・関宿町制
- 1955年（昭和30年）7月20日 - 東葛飾郡二川村、木間ヶ瀬村と合併し関宿町を新設する（町役場は旧二川村の東宝珠花に設置）。
- 1958年（昭和33年）6月 - 旧・関宿町役場庁舎が完成する[10]。
- 1961年（昭和36年）9月1日 - 野田市との境界を変更する[11]。
- 1985年（昭和60年）9月27日 - 町民憲章・町章を制定する[9][1]。
- 1987年（昭和62年）4月1日 - 千葉県立関宿高等学校が開校する[12]。
- 1987年（昭和62年）9月 - 関宿町役場庁舎が完成する[13]。
- 1999年（平成11年）10月1日 - 野田市との境界を変更する[14]。

- 2002年（平成14年）12月2日 - 野田市との編入合併を目的とするための「野田市・関宿町合併協議会合併協定調印式」が「第9回野田市・関宿町合併協議会」終了後に開催され、調印する[15]。
- 2003年（平成15年）6月6日 - 野田市へ編入される。平成の大合併の千葉県の中では第一号である[15]。

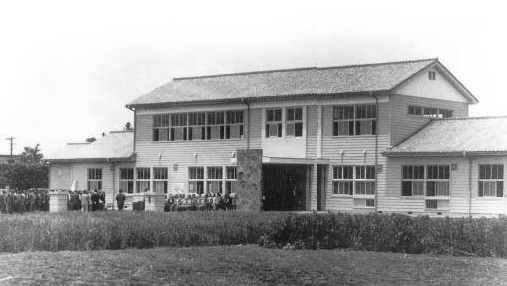
合併当時の関宿町役場庁舎 （1955年撮影）
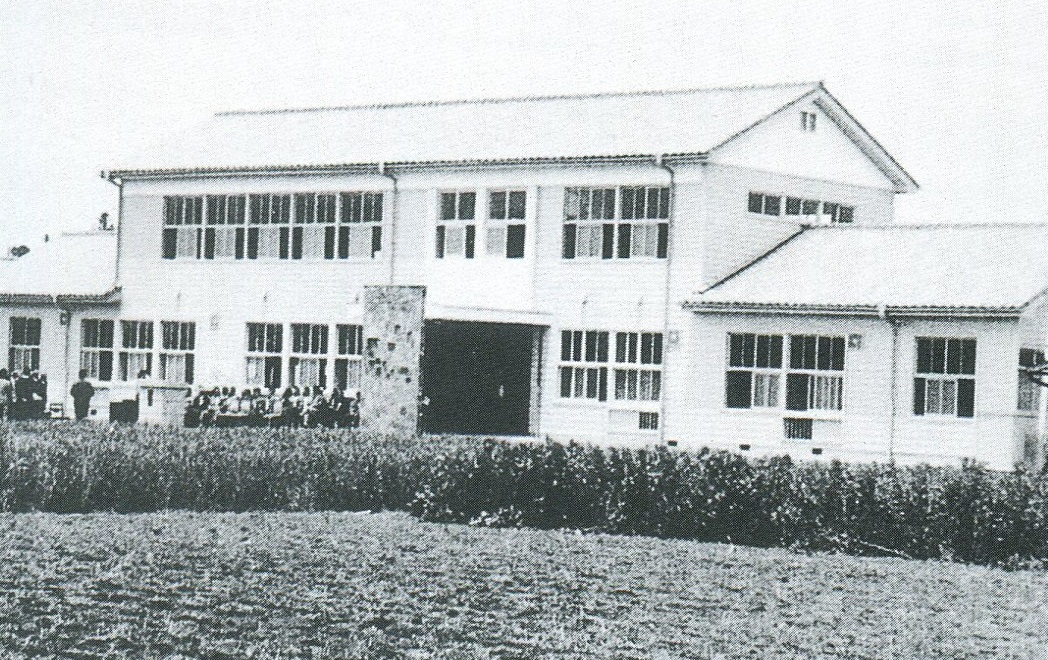
旧・関宿町役場庁舎 （1958年撮影）

## 行政

### 公共施設等
- 関宿北部公民館
- 関宿中部公民館
- 関宿複合センター
- 関宿中央公民館
- 関宿保健センター
- 関宿南部公民館

### 公園
- 関宿にこにこ水辺公園
- あおぞら広場
- 関宿少年野球場
- 関宿みんなのスポーツの広場
- 関宿ふれあい広場
- 関宿総合公園
- 向ノ内森林公園

### 消防
- 野田市消防本部

### 警察
- 野田警察署

### 町木・町花
- 町木- イチイ

当地町が全ての面で一位であることを目指し、「イチイ」を掛けて制定された。
- 町花 - 牡丹

町内の家庭で育てられていることから、それを彩る花木のひとつとして栽培されていることから制定された。

### 紋章
合併30周年を機に公募で募集され、1985年9月27日に制定された。「セ」を図案化し、円は利根川と江戸川を表し、町民と行政がお互いに腕を組み未来に羽ばたく明るい町づくりをめざす姿を象徴を目的としている。色は濃い水色が指定されている。

### マスコットキャラクター
- せきやど地区PRキャラ - やど助

2013年ごろから登場している。

## 経済

### 農業

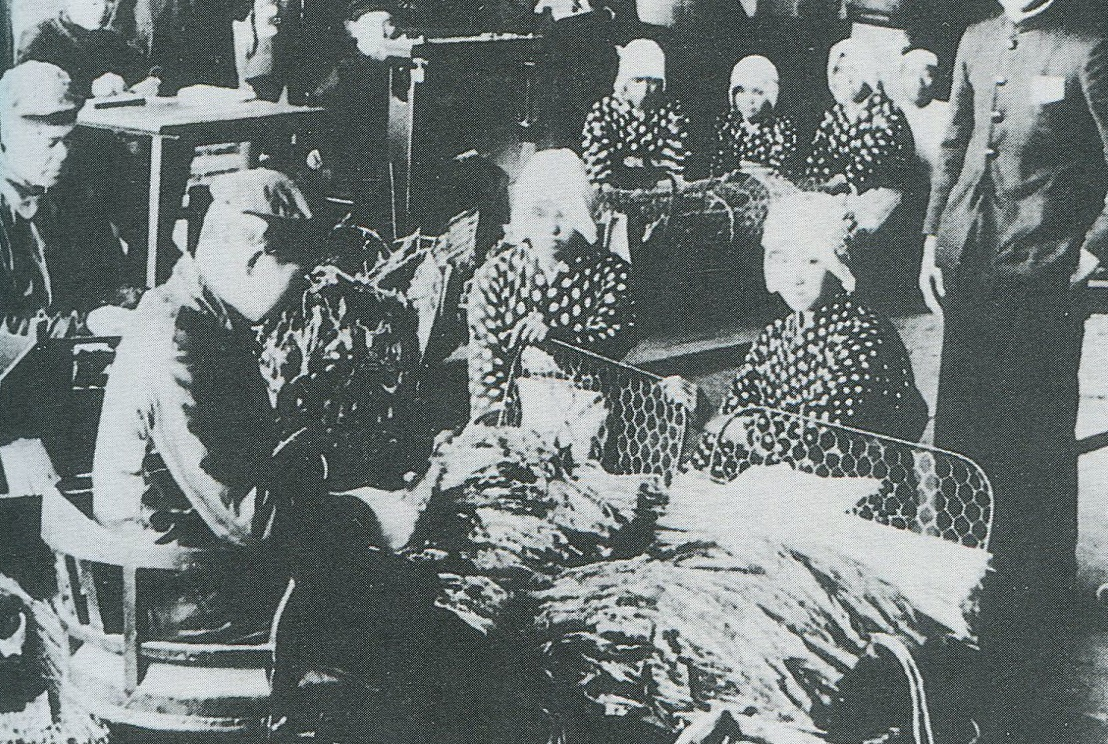
煙草の生産の様子

当町出身の鈴木貫太郎が農業を奨励したことから農業地帯として発展した。以前は煙草の産地であり、現在は生産が行われていない。1955年には総人口の約81%が農業従事者であった。その後、高度経済成長期になり、収入が不安定な農業従事より、賃金が安定しているサラリーマンに流れ着き、その結果、1965年には約65%、1970年には約58%に減少した。現在は農業従事者は減少しているが、都市近郊の利便性と集約的な栽培方法で工夫し、東京への利便性を活かして近郊都市型農村として機能している。

#### 農産物
都市近郊型農業地帯として様々な米や野菜が栽培されている。特にホウレンソウなどの葉菜類を栽培し、多品目少量生産を行っている。
- 米
- キャベツ
- ホウレンソウ

#### 農業系組合
- ちば県北農業協同組合（現：ちば東葛農業協同組合）

### 工業
関東内陸工業地域の地域に分布されており、千葉県東葛飾地域における中核的な工業団地として1960年代から整備され、東京都などから工場内の騒音を理由にして継続が困難になったことから、西高野工業団地と関宿はやま工業団地を中心にして当町に工場が相次いで移転してきた。

#### 工業団地
- 西高野工業団地
- 関宿はやま工業団地

### 金融機関
- ちば県北農業協同組合（現：ちば東葛農業協同組合）
- 関宿郵便局

## 地域

### 教育
小学校
- 関宿町立木間ヶ瀬小学校
- 関宿町立二川小学校
- 関宿町立関宿小学校
- 関宿町立関宿中央小学校

中学校
- 関宿町立木間ヶ瀬中学校
- 関宿町立二川中学校
- 関宿町立関宿中学校

高等学校
- 千葉県立関宿高等学校

## 交通

### 路線バス
- 朝日バス
  - 朝日自動車境営業所
- まめバス
- 関宿中央ターミナル

### 道路
- 千葉県道26号境杉戸線
- 千葉県道162号岩井関宿野田線（下総利根大橋有料道路）
- 千葉県道7号我孫子関宿線
- 千葉県道17号結城野田線
- 千葉県道401号松戸野田関宿自転車道線

## 名所・旧跡・観光スポット

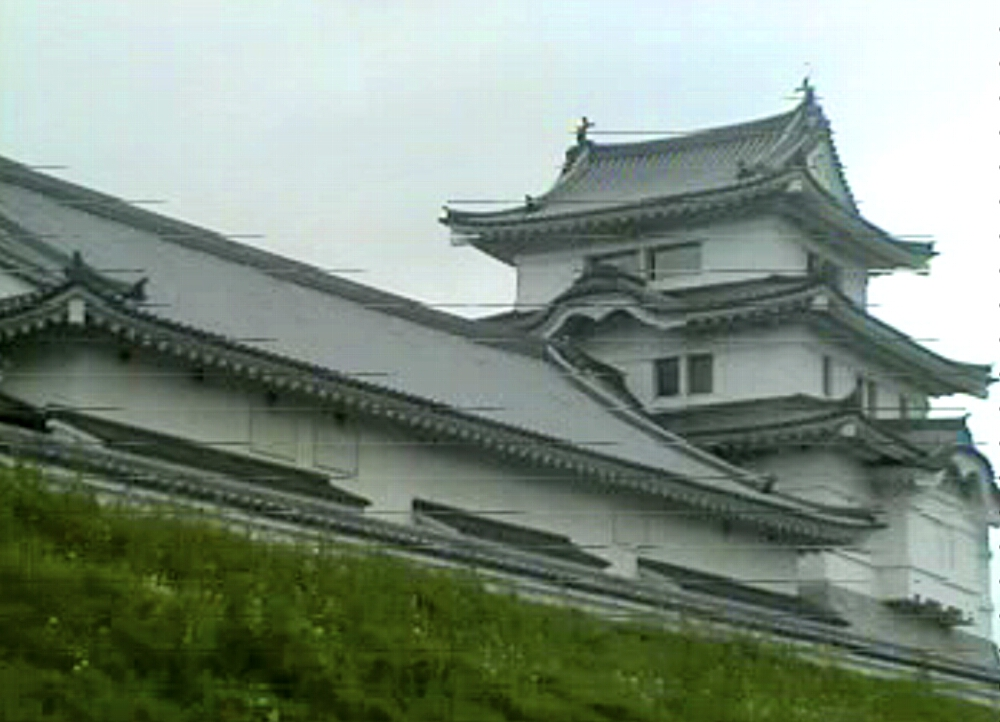
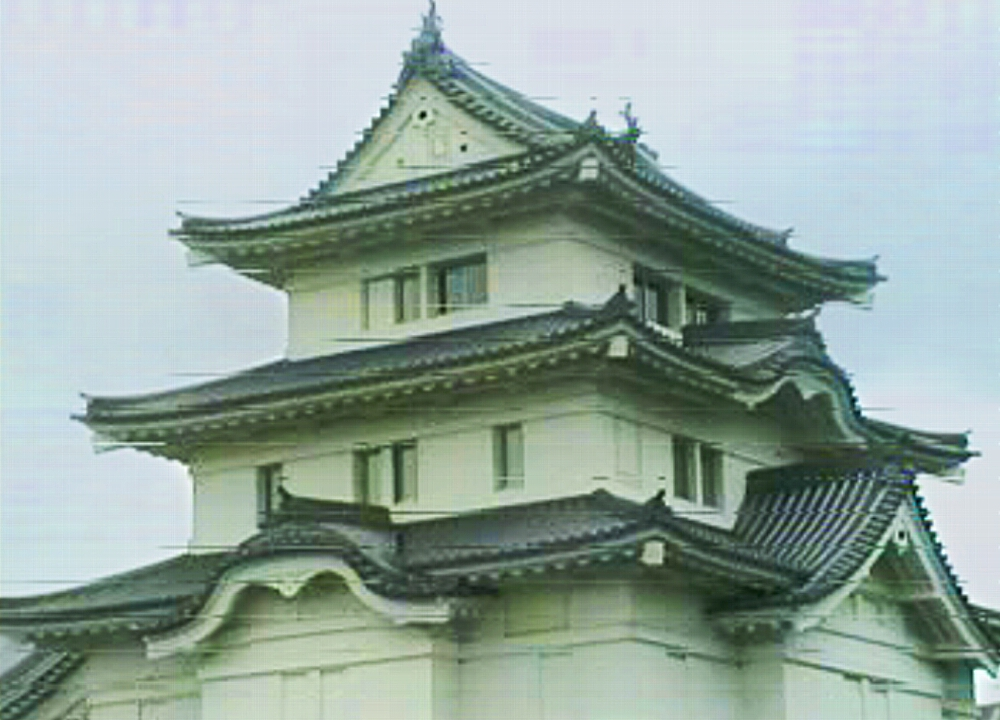
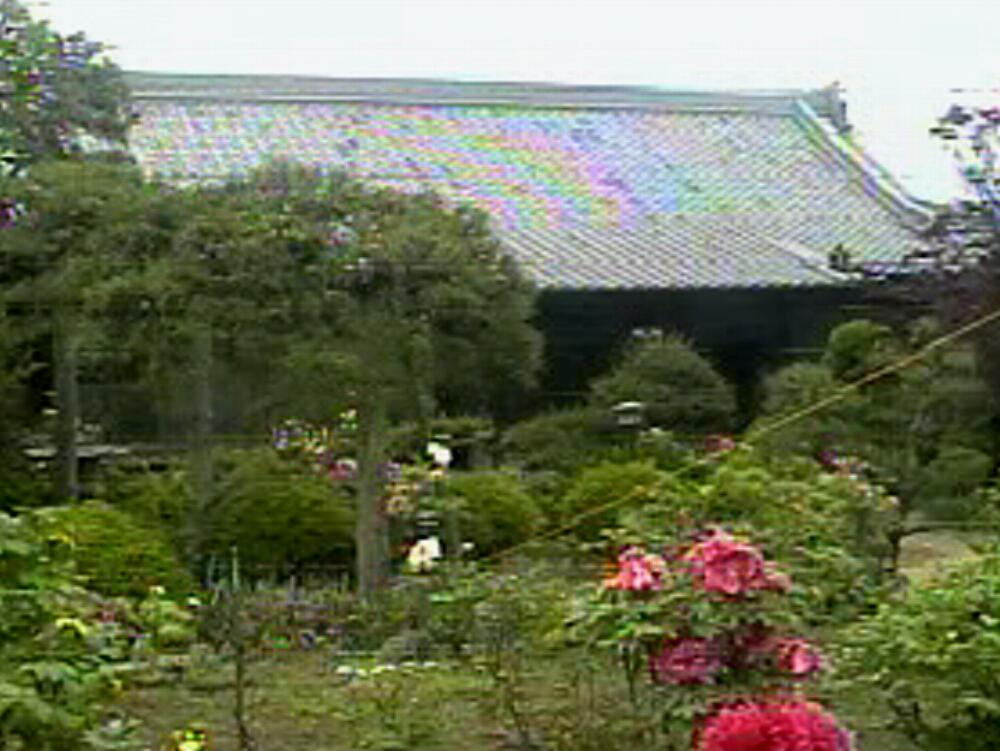
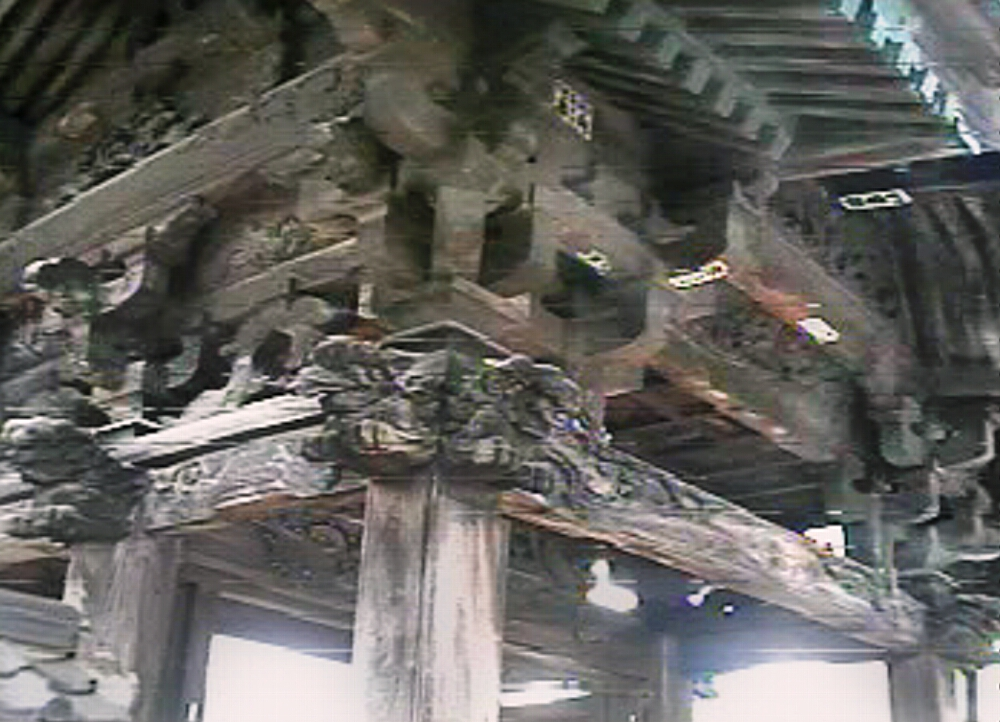
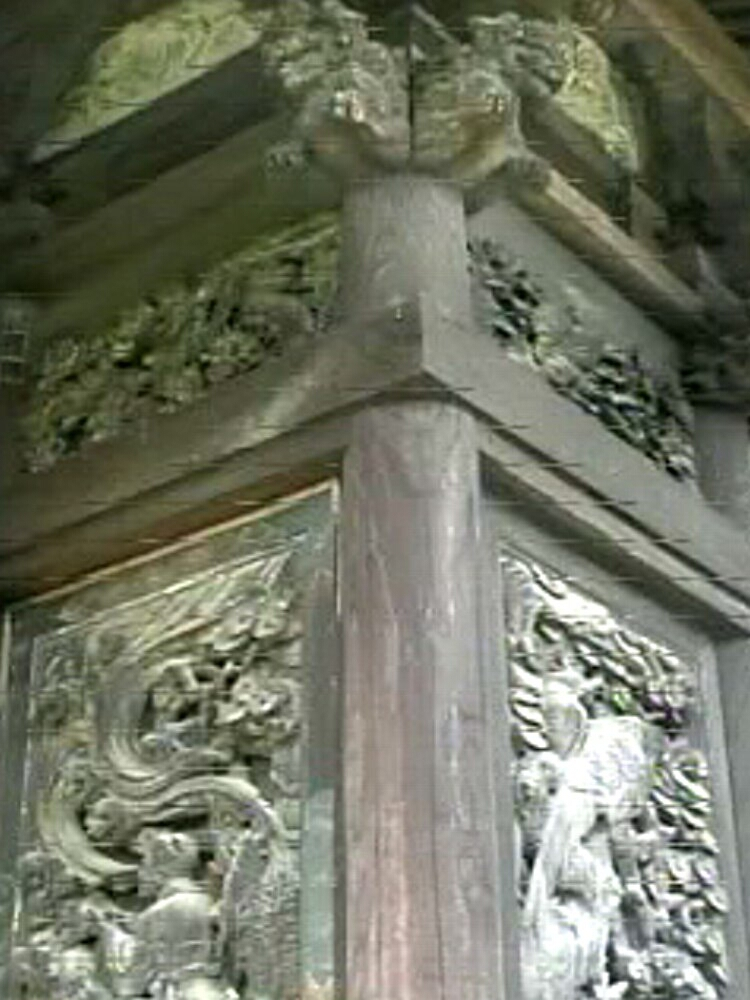

- 千葉県立関宿城博物館
- 鈴木貫太郎記念館
- 関宿城（関宿城跡）
- 猿島坂東三十三観音霊場
- 棒出し
- 光岳寺
- 昌福寺
- 宗英寺
- 實相寺
- 雲国寺
- 東高野の路分け六地蔵
- 大杉神社
- 日枝神社
- 下根香取神社

## ゆかりのある人物
- 久世広之 - 江戸幕府老中。久世氏関宿藩初代藩主。
- 久世広周 - 江戸幕府老中首座。久世氏関宿藩第七代藩主。老中安藤信正と共に公武合体政策を推し進めたが、失脚した。
- 久世広文 - 幕末の関宿藩主。彰義隊と協力して新政府軍と戦ったが、敗れた。
- 久世広業 - 最後の関宿藩主。華族令により子爵。
- 鈴木貫太郎 - 第二次世界大戦終結時の内閣総理大臣。海軍大将、元軍令部長、侍従長、連合艦隊司令長官。
- 関根金次郎 - 将棋棋士。十三世名人。
- 杉山対軒 - 関宿藩家老。広周時代の功臣。勤王派の立場から藩内をまとめようと尽力する。
- 旭日松広太 - 大相撲力士（友綱部屋）。最高位は東前頭11枚目。
- 木村清 - 実業家。寿司店「すしざんまい」などを経営する喜代村代表取締役。